# Rock River Renegades
Rock River Renegades è un film del 1942 diretto da S. Roy Luby.
È un film western statunitense con Ray Corrigan, John 'Dusty' King e Max Terhune. Fa parte della serie di 24 film western dei Range Busters, realizzati tra il 1940 e il 1943 e distribuiti dalla Monogram Pictures.

## Produzione
Il film, diretto da S. Roy Luby su una sceneggiatura di Earle Snell e John Vlahos con il soggetto di Faith Thomas, fu prodotto da George W. Weeks per la Monogram Pictures tramite la società di scopo Range Busters e girato a Santa Clarita in California nel gennaio del 1942. I brani della colonna sonora Prairie Serenade e Oh my darling, Clementine sono accreditati a Jean George e Percy Montrose, rispettivamente.

## Distribuzione
Il film fu distribuito negli Stati Uniti dal 27 febbraio 1942 al cinema dalla Monogram Pictures. È stato distribuito anche in Germania Ovest con il titolo Die Diamanten-Ranch.